# Le balene lo sanno
Le balene lo sanno è il racconto del viaggio di Pino Cacucci insieme al suo amico Alberto Poli nella Baja California (la California messicana), edito da Feltrinelli nel 2009.
Durante il viaggio nella Baja California da Todos Santos fin su ad Ensenada a bordo di una Dodge Durango, Cacucci racconta la storia della penisola - fatta di pirati e conquistadores - e dell'impegno costante del Messico nella salvaguardia dei cetacei. Proprio ai cetacei viene dedicato questo viaggio: dalle grandi balene grigie che si incontrano tutti gli anni nella Baja California alle megattere con i loro canti misteriosi. Un inno alla preservazione di tutte le specie viventi che la terra ospita ed allo stesso tempo una riflessione su cosa la società moderna è stata in grado di distruggere.